# Uttwil
Uttwil és un municipi del cantó de Turgòvia (Suïssa), situat al districte d'Arbon.